# Harrys Nest
Harrys Nest (orig. Empty Nest) ist eine US-amerikanische Sitcom, die von 1988 bis 1995 bei NBC erstausgestrahlt wurde. Im Jahr zuvor lief der Backdoor-Pilot Leeres Nest als Folge 51 der Golden Girls. Der verwitwete Kinderarzt Dr. Harry Weston wohnt seit Kurzem wieder mit seinen Töchtern Barbara und der geschiedenen Carol zusammen. Regelmäßig schaut ihre Nachbarin, das „Golden Girl“ Sophia vorbei. Ein Ableger dieser Serie ist Hallo Schwester!